# Albert France-Lanord
Albert France-Lanord är en fransk-svensk arkitekt, verksam i Stockholm med arkitektföretaget AF-L (A).
Albert France-Lanord föddes i Frankrike och tog sin examen D.P.L.G. (diplômé par le gouvernement) i Paris. Därefter arbetade han bland annat på Ralph Erskines kontor i Drottningholm och för Tengbom i Stockholm. År 2004 startade han egen verksamhet i Stockholm under namnet AF-L (A). 
France-Lanord gjorde sig tidigt känd för sina innovativa gestaltningar av restauranger, butiker och serverhallar, och har på senare år gjort mycket utställningsarkitektur samt ett flertal villor och fritidshus. Han är även verksam som adjunkt på Arkitekturskolan (KTH).

## Verk (urval)
- Bahnhof, Pionen och Thule i Stockholm. Sparven i Malmö. Umeå. (2008-2019).
- Butiksinteriör J. Lindberg, Miami, New-York, Seoul, Hong Kong, Stockholm, London, Köpenhamn (2008-2010).
- Butiksinteriör för Filippa K, Berlin, Köpenhamn, Amsterdam, Oslo (2011-2013).
- Restaurang Agnes, Stockholm (2015).
- Science Center Megamind Tekniska museet, Stockholm (2015).
- Flerbostadshus i Haninge (2017).
- Utställningsdesign för utställningen Concrete Matters på Moderna museet (2018).
- Villa Brott, Lidingö, Stockholm (2018).
- Scenografi av den permanenta utställningen på Nationalmuseum tillsammans med Henrik Widenheim, Stockholm (2016-18).
- Vingård, Bordeaux (2018).
- Galleri Andréhn-Schiptjenko, Stockholm och Paris (2018-2019).
- Villa Bredin, Lidingö, Stockholm (2020-2021).
- Utställningsdesign för utställningen Face to Face på Moderna museet, med verk av Alberto Giacometti (2021).
- Utställningsdesign för Alternative secrecy på Moderna museet, med verk av Annika Elisabeth von Hausswolff (2021).
- Utställningsdesign för Party for Öyvind på Sven-Harrys konstmuseum, med verk av Öyvind Fahlström (2021).
- Villa Littorinahavet 1, Bungenäs, Gotland (2021)
- Villa Sahara, Bungenäs, Gotland (2022)

## Bilder

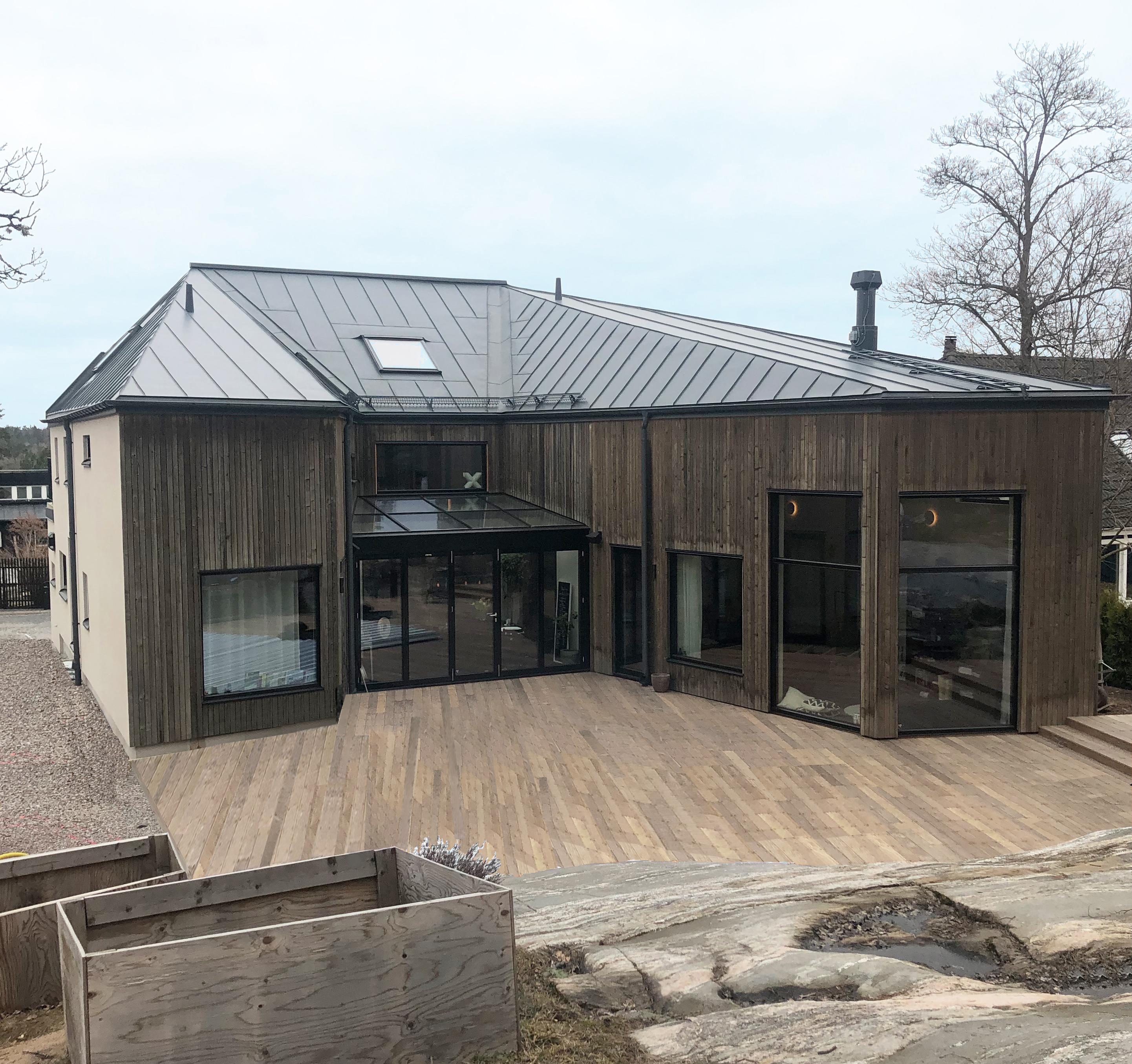
Villa Brott, Lidingö, Stockholm
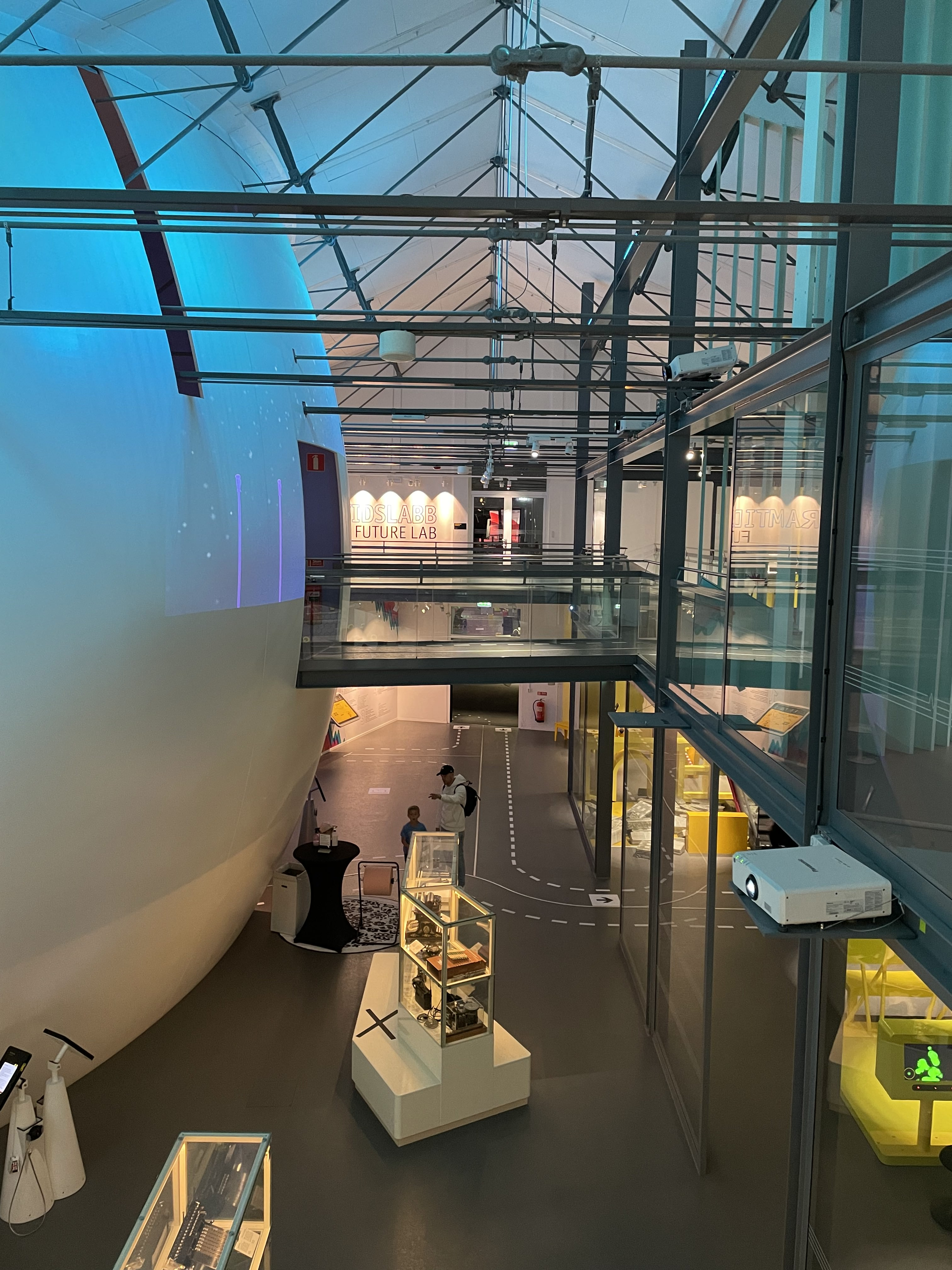
Mega Mind, Tekniska Museet, Stockholm
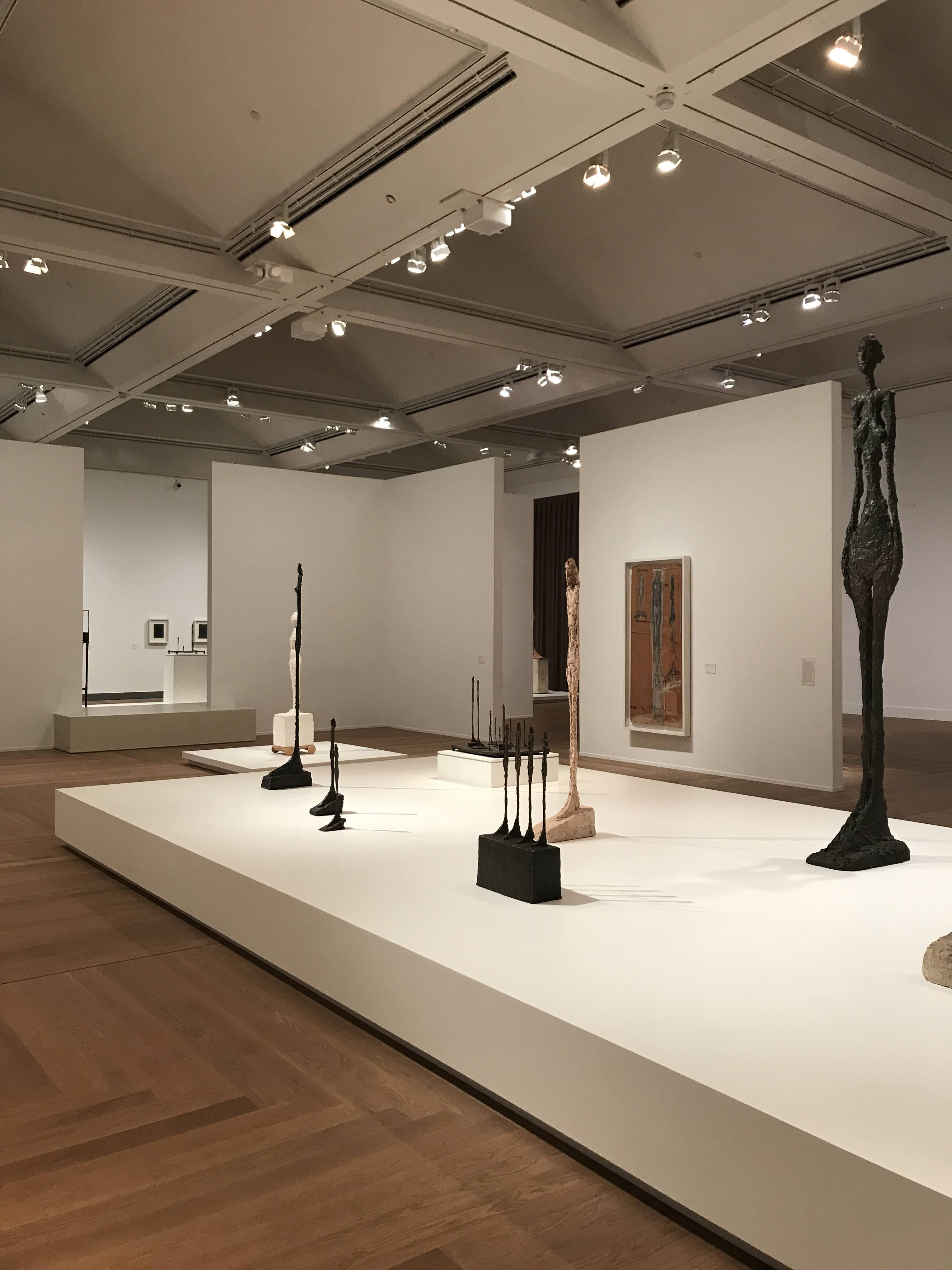
Ansikte mot Ansikte, Moderna Museet, Stockholm (Utställningsdesign)